# 奧塔
奧塔（挪威語：Otta）是挪威内陆郡的市镇，位於該國南部，面積2.04平方公里，海拔高度約300米，主要經濟活動是工業，2021年人口為2,283人，人口密度為每平方公里836.8人。

## 交通
奧塔位於挪威兩大主要城市奧斯陸與特隆赫姆之間，歐洲E6公路也經過此地。挪威的國道從奧塔起始，向西穿越奧塔達倫山谷，翻越山脈到達斯特林，沿著北峽灣，最終抵達西海岸的莫呂。奧塔同時也是多夫勒線的重要樞紐，因為奧塔車站是山谷中唯一每列過境客運列車均會停靠的車站。

## 經濟
奧塔是一個工業城鎮，擁有許多工廠，包括一家窗框廠、一家高品質石板生產廠、一家木材廠和一家大型印刷廠。除了工業基礎外，該鎮還擁有許多其他行業和服務。

## 旅遊業
奧塔是前往附近的龍達訥國家公園和尤通海門國家公園一日遊的出發點。奧塔擁有一家酒店、一些露營設施以及位於米蘇斯艾特（挪威語：Mysusæter）附近的山間酒店，每年吸引大批遊客。其他景點包括 Kvitskriupresten 和 Reiret 的 Milorg 藏身處，以及紀念 1612 年克林根戰役的紀念碑。